# Crassula alba
Crassula alba (Forssk., 1775) è una pianta succulenta appartenente alla famiglia delle Crassulaceae, proveniente da un'ampia area dell'Africa Orientale compresa tra il Sudafrica e il Sudan, oltre che dalla penisola arabica.
L'epiteto specifico alba deriva dal latino e si riferisce al colore bianco della grande infiorescenza del primo esemplare osservato.

## Descrizione

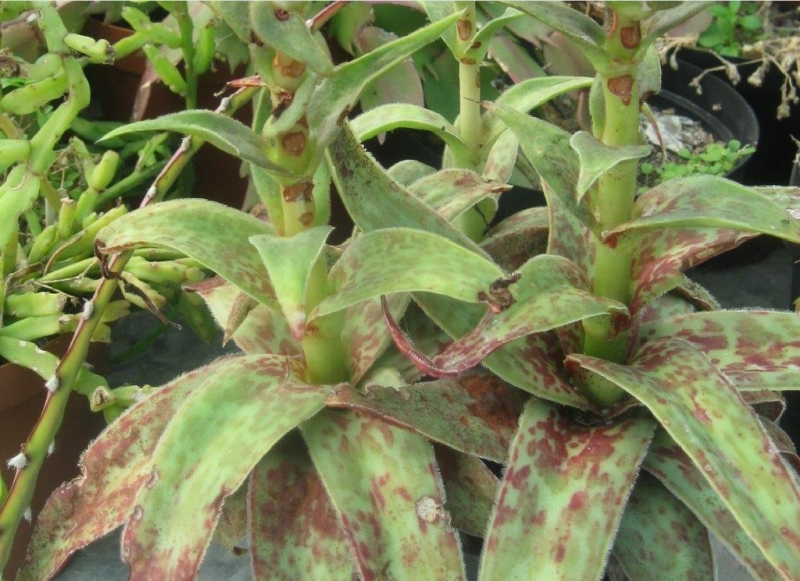
Foglie di C. alba

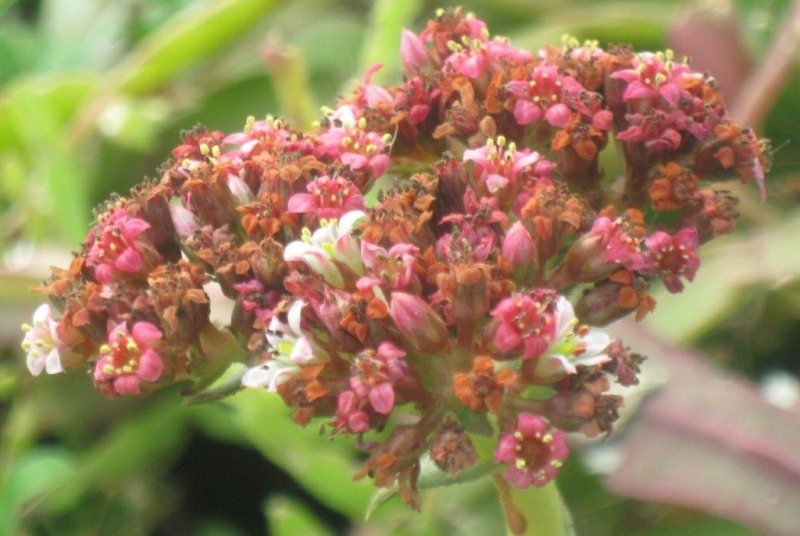
Fiori di C. alba

È una pianta perenne o biennale formata da un rosetta in grado di crescere, infiorescenza inclusa, oltre i 50 centimetri d'altezza. Le varietà biennali, una volta conclusa l'antesi, rinsecchiranno per poi sviluppare, dalle radici tubercolose alla base, nuove rosette per il ciclo vitale successivo.
Le allungate foglie carnose sono sessili, unite fra loro alla base e di forma lanceolata. Di colore in genere verde-giallastro, possono raggiungere i 20 cm in lunghezza per 2,5 in larghezza e saranno di dimensioni sempre più piccole tanto più in alto si troveranno. Se sottoposte a luce solare diretta appariranno alcune macchie violacee su entrambe le facce della foglia stessa. La pianta presenta anche delle foglie cauline, simili alle basali ma più piccole, di forma ellittica e rassomiglianti a delle brattee. Le foglie si sviluppano a partire da un gambo eretto di colore verde o porpora, carnoso anch'esso e ricoperto da papille biancastre e retrorse, ossia rivolte verso il gambo stesso.
Le notevoli infiorescenze a corimbo, che si sviluppano da marzo a fine autunno, sono molto ampie e misurano intorno ai 15 centimetri di diametro. Sono fittamente ramificate e di colore variabile, che può essere bianco, giallo o rosato, anche se le più diffuse sono di colore rossastro.
I fiori sono uniti alla pianta con dei peduncoli glabri, lunghi circa 15 millimetri. Il calice è formato da 5 sepali triangolari dai margini ciliati e le estremità lanose, ed è circa cinque volte più grande della corolla tubolare, di colore in genere rossastro oppure bianco, composta anch'essa da 5 petali fusi tra loro alla base e larga circa 7 millimetri.
I frutti sono dei follicoli che contengono tra gli 8 e i 30 semi, oblunghi e rugulosi, lunghi intorno ai 0,5 mm in lunghezza e talmente rassomiglianti da risultare indistinguibili da quelli di Crassula vaginata.

## Varietà
Oltre alla pianta in sé, anche nota come Crassula alba var. alba, ne esistono due differenti varietà:
- Crassula alba var. pallida Toelken[9]
- Crassula alba var. parvisepala (Schönland) Toelken[10]

La prima è una pianta perenne estremamente rara, endemica in una ristretta area tra Provincia di Mpumalanga (Sudafrica) e Swaziland, che differisce per i sepali non appuntiti e glabri, di colore in genere bianco o crema (da cui il nome della varietà).
La C. alba var. parvisepala, precedentemente nota come C. similis (Baker f., 1903), è una varietà originaria di Sudafrica, Swaziland e Mozambico, che differisce dalla specie principale soprattutto per il colore delle foglie. Queste avranno infatti una tonalità principalmente marrone ed inoltre, a differenza della C. alba, porta dei sepali arrotondati alle estremità e con alcuni denti marginali. Si tratta di una pianta molto apprezzata come ornamentale, anche grazie alle notevoli infiorescenze che questa specie è in grado di sviluppare.

## Coltivazione
La C. alba, in tutte le sue varietà, predilige terreni ben drenati ed una posizione soleggiata, preferibilmente con del riparo durante le ore più calde dei mesi estivi. Irrigare solo a terreno asciutto, più raramente d'inverno e concimare durante la stagione vegetativa. La pianta è compresa nelle USDA Hardiness Zones da 9b a 11, pertanto non dovrebbe essere esposta a temperature inferiori ai 12,8 °C, e mai sotto 4,4 °C.
Come altre specie del genere Crassula si può propagare per seme, pollone o talea.

## Galleria d'immagini

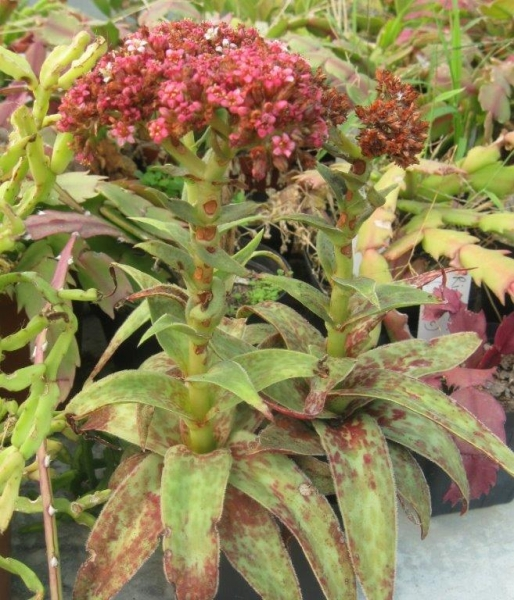
Esemplare di C. alba
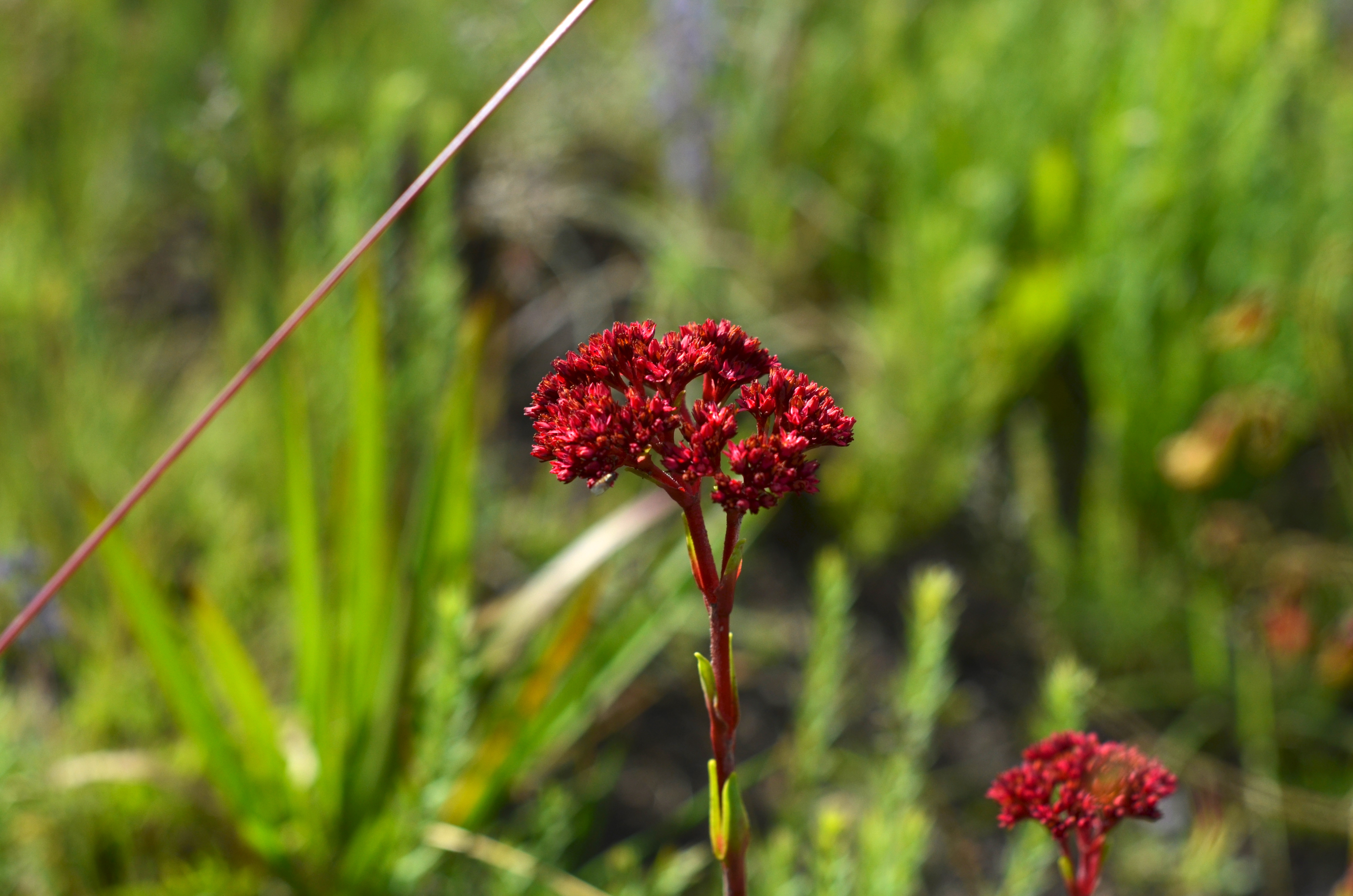
Infiorescenze rosse di C. alba
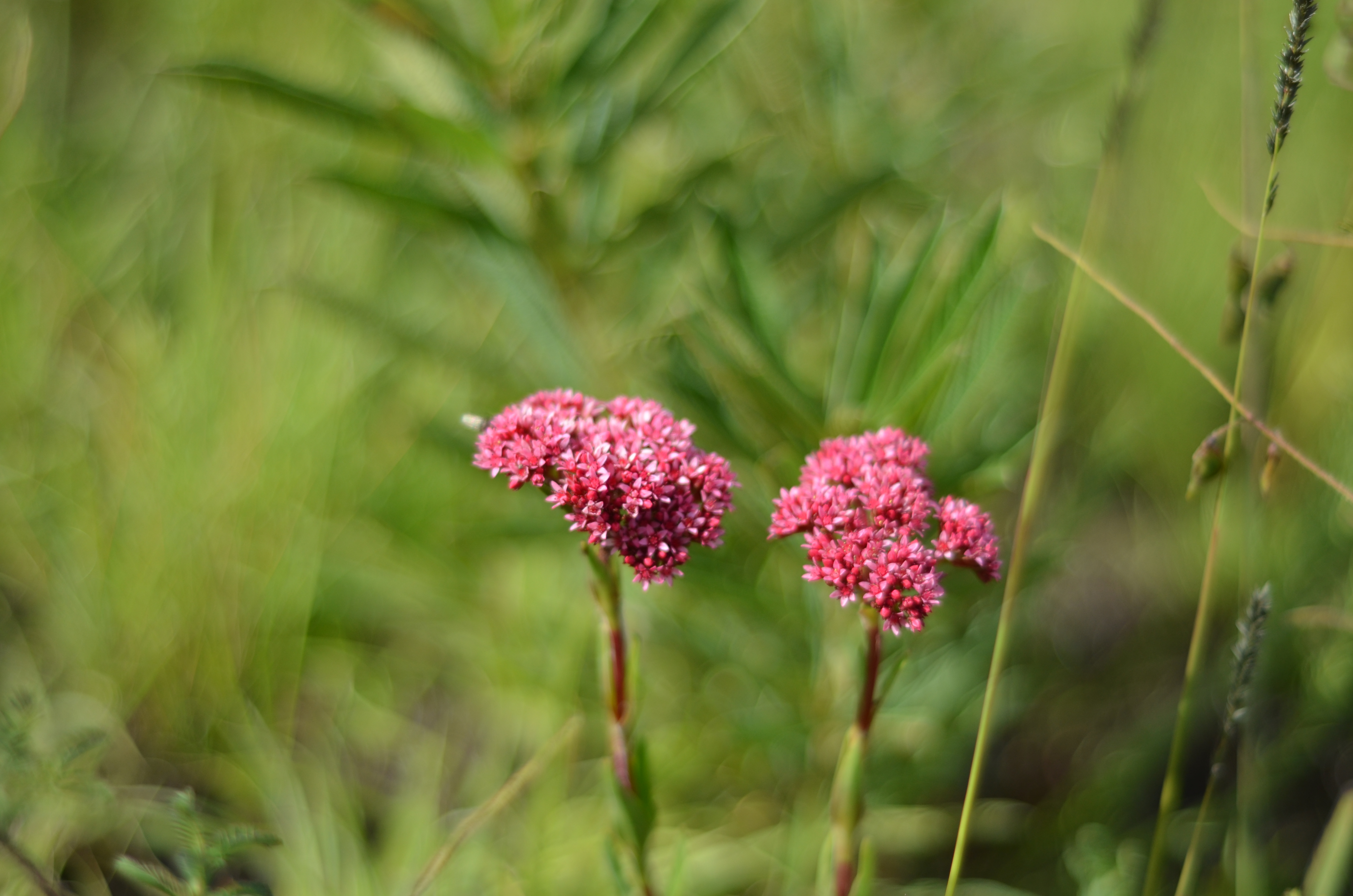
Infiorescenze rosa di C. alba
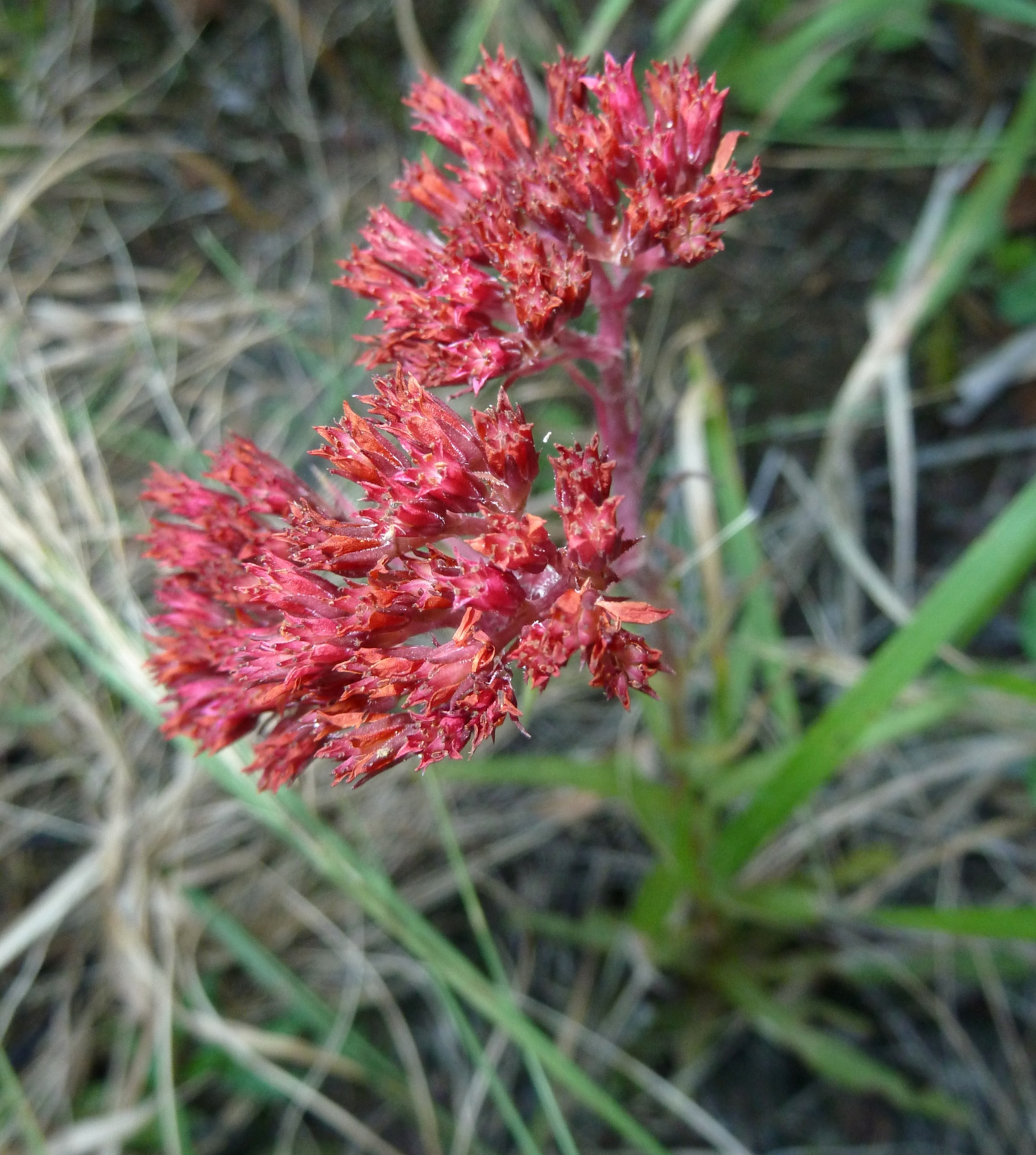
Infiorescenze di C. alba
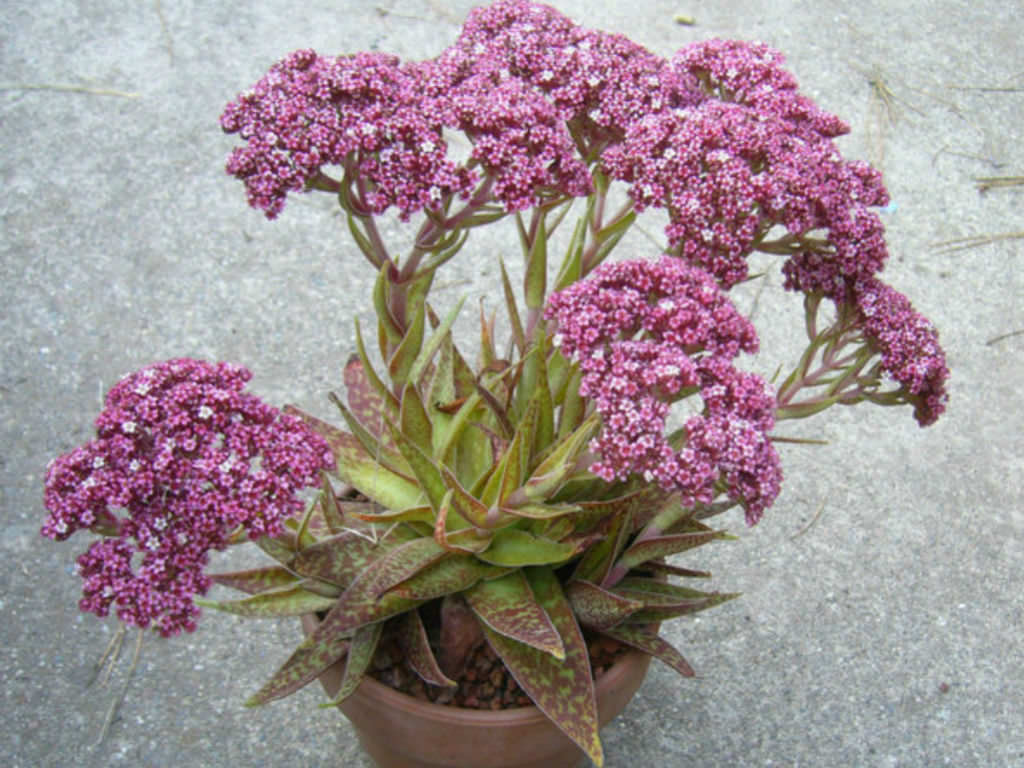
Esemplare di C. alba var. parvisepala
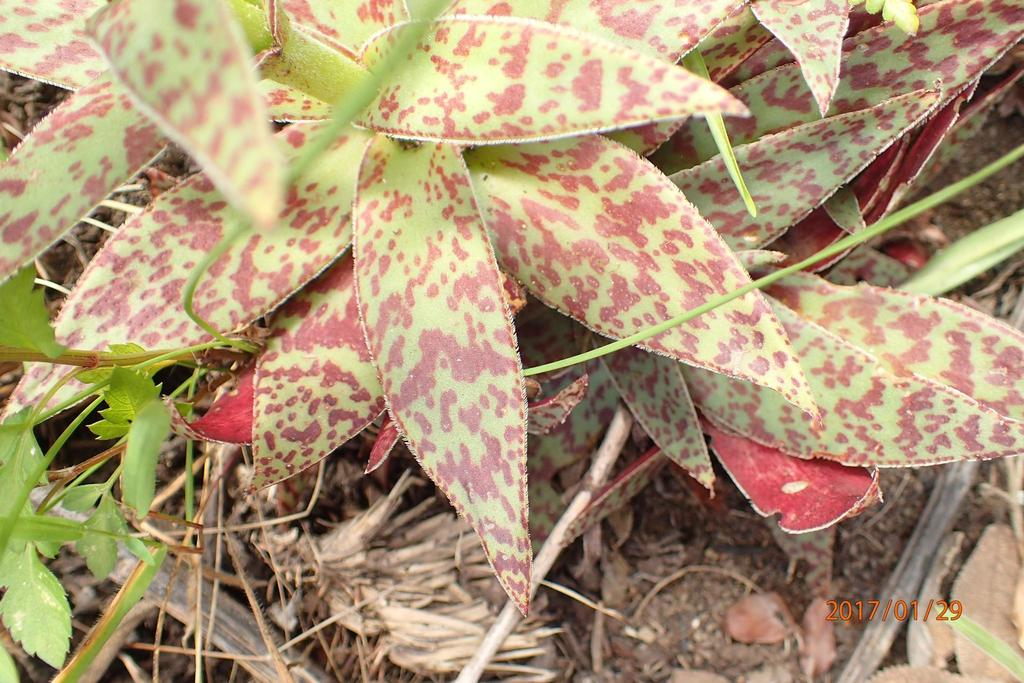
Dettaglio delle foglie di C. alba var. parvisepala
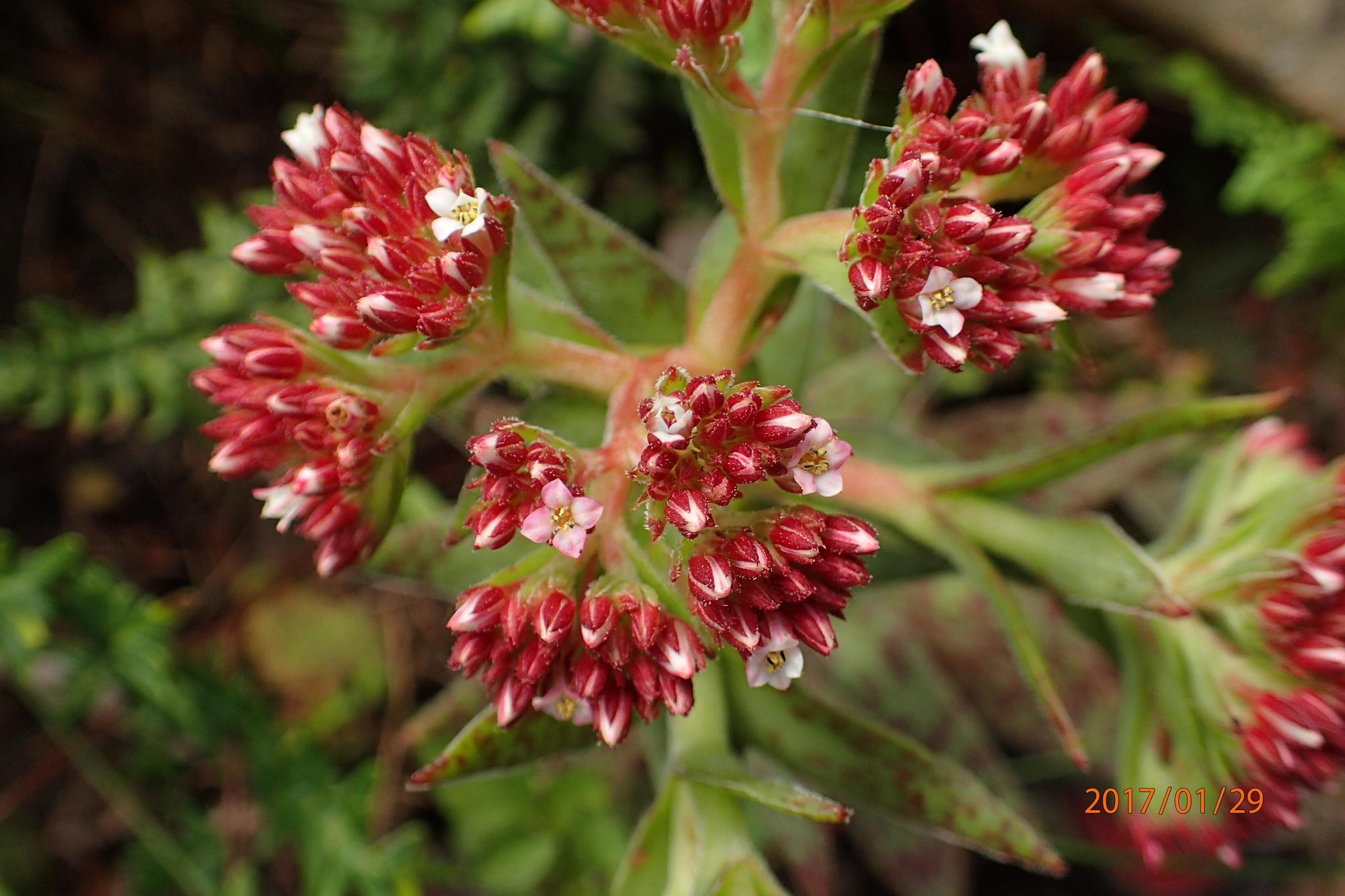
Infiorescenze di C. alba var. parvisepala
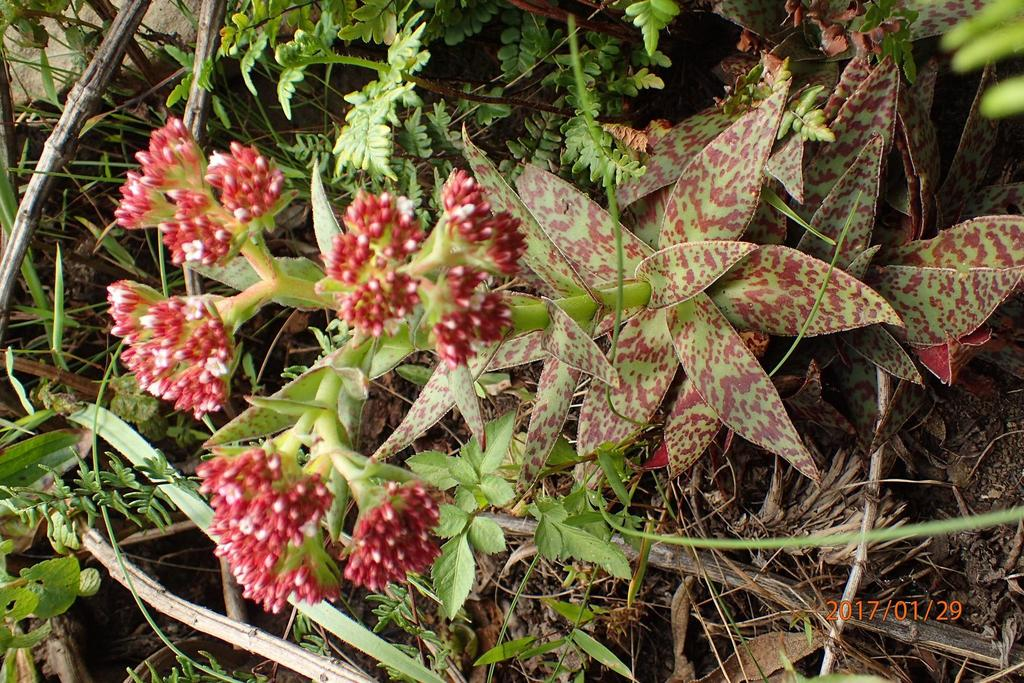
Esemplare di C. alba var. parvisepala osservata sui Monti dei Draghi, in Sudafrica